# Česká Zbrojovka

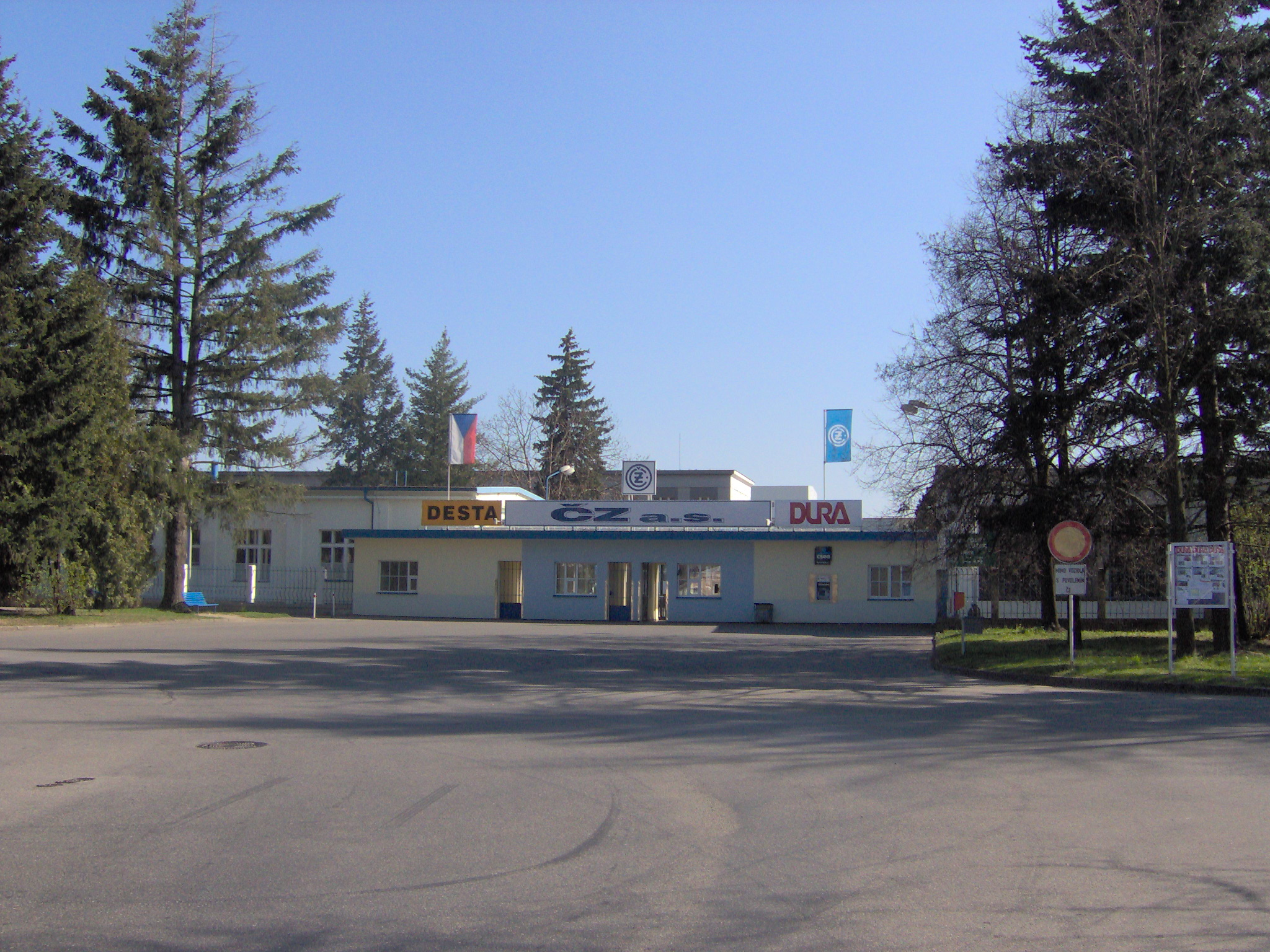
Entrén till Česká Zbrojovka fabrik i Strakonice

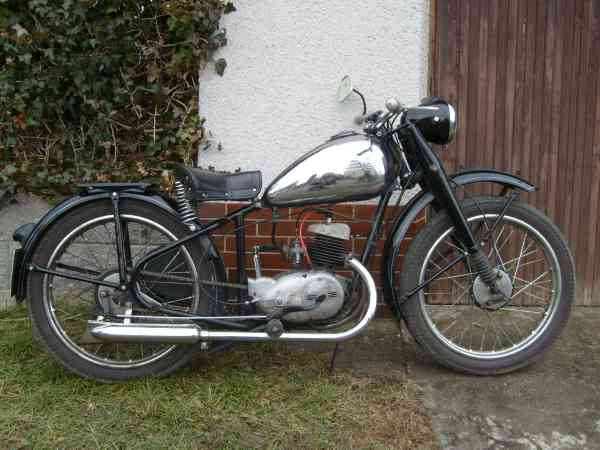
ČZ 125 T

Česká Zbrojovka förkortat CZ, är ett tjeckiskt företag i Brno som tillverkar vapen bland annat åt tjeckiska polisen. Företaget står än idag under delvis statlig kontroll med dotterbolag som tillverkar vapen och teknik åt bland andra tjeckiska militärmakten. Idag ryms teknik och vapentillverkning för både jaktskytte, sportskytte samt militär och polis. Man tillverkar även detaljer till fordonsindustrin, bland annat växellådor och delar till axlar och motorer.
Företaget grundades redan på 1800-talet och bytte 1924 namn till Československá zbrojovka A.Z. (CZ). Efter andra världskriget hette man ett tag Zbrojovka Brno (ZB).
Främst tillverkade man Mauser 98K på licens åt Tjeckoslovakien och Persien. 
Česká zbrojovka a.s, Uhersky Brod (CZUB) i staden Uhersky Brod, Mähren, Tjeckien, startades 1936 som en filial till fabriken i Brno. 
Under andra världskriget tillverkades i båda fabrikerna stora mängder vapen för axelmakterna, så som kulsprutor, gevär och pistoler. 
Under kalla kriget tillverkades både militära och civila vapen. Civila jaktvapen salufördes i väst under namnen Brno, medan militära vapen och tävlingsvapen såldes under namnen CZ och ZKK.